# Shark 2 - L'abisso
Shark 2 - L'abisso (Meg 2: The Trench) è un film del 2023 diretto da Ben Wheatley.
La pellicola è l'adattamento cinematografico del romanzo Minaccia dagli abissi scritto da Steve Alten, sequel del film Shark - Il primo squalo (2018).

## Trama
Jonas Taylor ha ormai sposato la causa ambientalista, ritrovandosi inoltre a fare da padre adottivo all'ormai adolescente Meiying dopo la morte di sua madre Suyin, aiutato anche dallo zio della ragazza, Jiuming. Grazie alla ricca finanziatrice Hillary Driscoll, Jiuming ha fondato un istituto oceanografico che studia la sezione della Fossa delle Marianne da cui provenivano i due megalodonti del film precedente e si prende cura di Haiqi, una femmina di megalodonte trovata da Jiuming quando era ancora cucciola e che ora vive in cattività in superficie. Haiqi è costantemente monitorata ed è addirittura stata addestrata personalmente da Jiuming, ma nonostante ciò comincia a manifestare comportamenti anomali e finirà poi per scappare dalla vasca in cui è tenuta.
Durante la sua evasione, che non viene notata da nessuno, Jonas, Meiying, Jiuming e gli altri stanno portando avanti l'ennesima esplorazione dell'abisso primordiale: in una sezione mai esplorata prima, trovano una stazione sottomarina con tanto di presenza umana. La squadra nota infatti delle persone che indossano delle particolari tute subacquee, molto simili a quelle progettate da Jiuming, intente ad estrarre del materiale dal fondale. Per non farsi scoprire, il capo degli estrattori, il mercenario Montes, decide di attivare delle cariche di esplosivo che uccidono i suoi sommozzatori e danneggiano gravemente le due unità sommergibili del team di Jonas.
L'esplosione inoltre apre un enorme squarcio nel termoclino e dalla stazione in superficie, Mana One, nessun sottomarino può essere inviato negli abissi per recuperare Jonas e gli altri poiché l'unico disponibile risulta sabotato. Viene inoltre scoperto che Haiqi, giunta nella Fossa delle Marianne, manifestava quei comportamenti anomali perché si trova nella stagione degli amori della sua specie e ha raggiunto la fossa per riprodursi. Jonas e la sua squadra riescono con delle tute a camminare sul fondale e a raggiungere la misteriosa base sottomarina, ma non senza perdere tre membri del team per colpa di vari predatori primordiali, tra i quali un Kraken che riuscirà poi a risalire attraverso allo squarcio nel termoclino insieme ad Haiqi e ad altri due Megalodonti.
Una volta giunti nella stazione, viene rivelato che Jess, uno dei membri della squadra della sala controllo di Mana One, è una talpa al soldo di Hillary, interessata alle abbondanti quantità di terre rare presenti sui fondali della fossa e ai lauti profitti che potrebbe ricavare dalla loro vendita. Mentre Hillary ordina a una squadra di mercenari di occupare Mana One, Jonas e i ragazzi riescono a riemergere attraverso una capsula di salvataggio presa dalla stazione, inseguiti da Montes.
Nel frattempo Mana One viene attaccata dai tre megalodonti. Jess viene divorata subito da uno di loro che irrompe nella sala di controllo distruggendo una vetrata, mentre invece Montes riesce a fuggire. Con la stazione ormai assediata dai megalodonti, l'azione si sposta sulla vicina isola Fun Island, dove il Kraken abbatte l'elicottero di Jiuming e la squadra viene accolta da diverse lucertole anfibie preistoriche, risalite anch'esse dalla fossa, che uccidono vari mercenari e persino Hillary. Jonas riesce ad uccidere uno dei megalodonti con un arpione esplosivo, mentre il Kraken viene ucciso da Haiqi dopo una dura lotta. Dopo che anche Montes viene ucciso, sbranato da un megalodonte, Jonas riesce ad uccidere lo squalo più grande impalandolo con la pala di un elicottero infilatagli in bocca. Haiqi invece, memore dell'addestramento ricevuto da Jiuming, risparmia la vita di quest'ultimo e si allontana, scomparendo dalla scena, con il dubbio però che possa essere rimasta incinta e che quindi darà alla luce altri megalodonti che vivranno in superficie. Tuttavia Jonas e gli altri decidono di non preoccuparsi della cosa  per il momento e di godersi la vittoria.

## Produzione
Nel marzo 2019 il produttore Lorenzo di Bonaventura ha dichiarato che la sceneggiatura del sequel era in fase di scrittura, mentre nell'ottobre 2020 la Warner Bros. ha annunciato che a dirigere il film sarà Ben Wheatley. Nell'aprile 2021 Jason Statham ha confermato la sua presenza nel cast.
Il budget del film è stato di 185 milioni di dollari.

## Promozione
Il primo trailer del film viene diffuso il 9 maggio 2023.

## Distribuzione
La pellicola è stata distribuita nelle sale cinematografiche italiane a partire dal 3 agosto 2023.

## Accoglienza

### Incassi
Il film ha incassato 82600317 $ in Nordamerica e 315100000 $ nel resto del mondo, per un totale di 397700317 $. In Italia ha incassato 5287858 € con quasi 688000 presenze.

### Critica
Su Rotten Tomatoes ha una percentuale di gradimento del 27% basato su 184 recensioni, con un voto medio di 4,5 su 10. Su Metacritic ottiene un punteggio di 40 su 100 basato su 38 recensioni.

## Riconoscimenti
- 2023 - Razzie Awards
  - Candidatura al peggior film
  - Candidatura al peggior attore protagonista per Jason Statham
  - Candidatura al peggior regista a Ben Wheatley

## Sequel
Nel luglio 2023 il regista Wheatley ha parlato di un possibile terzo film, sebbene il suo sviluppo dipenda dal successo del secondo capitolo.